# Biała Woda Kieżmarska
Biała Woda Kieżmarska lub po prostu Biała Woda ((niem. Weißwasser, słow. Kežmarská Biela voda, węg. Fehér-víz) – potok płynący Doliną Kieżmarską w słowackich Tatrach. Jest głównym ciekiem wodnym tej doliny. Tworzy się na wysokości ok. 1320 m n.p.m. z połączenia dwóch potoków: Zielonego Potoku Kieżmarskiego (płynącego z Zielonego Stawu Kieżmarskiego) i Potoku spod Kopy (płynącego z Doliny Przednich Koperszadów). W obrębie Tatr największym zasilającym go ciekiem jest lewobrzeżna Pokrzywiana Woda spływająca z okolic Przełęczy nad Czerwoną Glinka. Po opuszczeniu Tatr Biała Woda Kieżmarska wypływa na Kotlinę Podtatrzańską i wpada do Popradu tuż poniżej Kieżmarku.
Potok płynie korytem wypełnionym wielkimi i obrobionymi przez wodę okrąglakami granitowymi. Jego średni spadek wynosi 105 m/km. W odległości ok. 20 min od Białej Wody potok przepiłował do gołej skały wysokie oberwisko morenowe zwane Białym Brzegiem.
Wzdłuż potoku i jego dwóch górnych odnóg biegną dwa szlaki turystyczne prowadzące z okolic Kieżmarskich Żłobów i Matlar do górnych pięter doliny: Doliny Zielonej Kieżmarskiej i Doliny Białych Stawów.

## Szlaki turystyczne
Czasy przejścia podane na podstawie mapy
  – żółty szlak rozpoczynający się przy parkingu w Białej Wodzie przy Drodze Wolności pomiędzy Kieżmarskimi Żłobami a Matlarami i biegnący wzdłuż potoku przez Zbójnicką Polanę i rozdroża na Rzeżuchowej Polanie i Folwarskiej Polanie do Schroniska nad Zielonym Stawem.
- Czas przejścia od Drogi Wolności do Rzeżuchowej Polany: 1:30 h, ↓ 1:20 h
- Czas przejścia z Rzeżuchowej Polany do schroniska: 2 h, ↓ 1:50 h

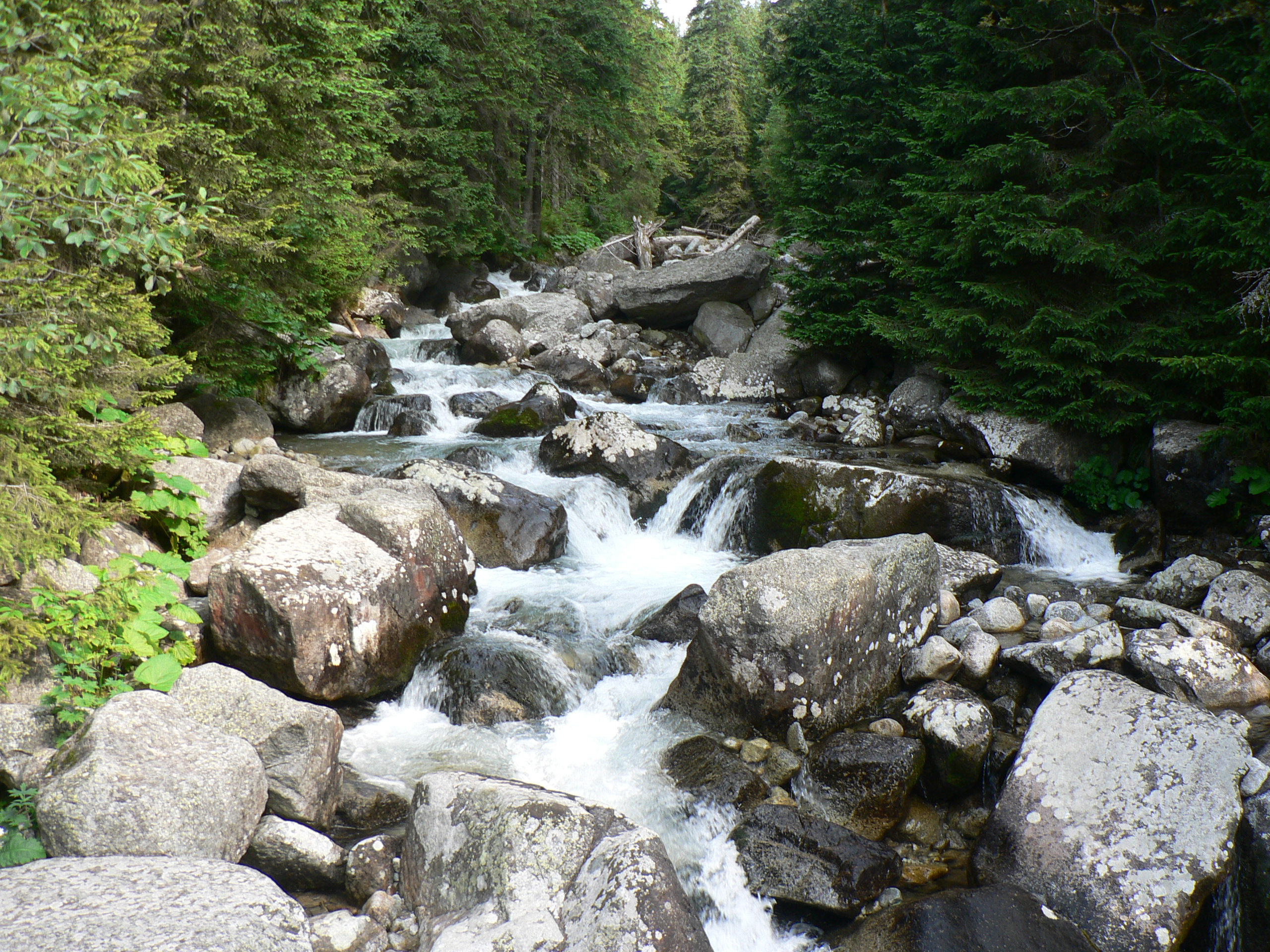
Biała Woda Kieżmarska ze szlaku żółtego

  – niebieski szlak prowadzący z Matlar i łączący się przy potoku ze szlakiem żółtym, dalej razem z nim na Rzeżuchową Polanę i przez Kieżmarską Polanę wzdłuż północnego odgałęzienia Białej Wody nad Wielki Biały Staw.
- Czas przejścia z Matlar do Rzeżuchowej Polany: 1:45 h, ↓ 1:30 h
- Czas przejścia z Rzeżuchowej Polany nad Wielki Biały Staw: 1:30 h, ↓ 1 h